# Rezerwat przyrody Źródliska w Dolinie Ewy
Rezerwat przyrody Źródliska w Dolinie Ewy – leśny rezerwat przyrody, który został utworzony w 1983 na terenie Trójmiejskiego Parku Krajobrazowego. Obejmuje 12,04 ha fragmentu doliny erozyjnej na krawędzi morenowej w leśnej, zachodniej części Gdańska Oliwy, obejmującej również źródliska Potoku Prochowego. Obszarem rezerwatu prowadzi turystyczny szlak Wzgórz Szymbarskich. Teren rezerwatu jest zarządzany przez Nadleśnictwo Gdańsk, nadzór sprawuje Regionalna Dyrekcja Ochrony Środowiska w Gdańsku.
Ochronie podlegają naturalne źródliskowe zbiorowiska roślinne; zwłaszcza łęgowe, ziołoroślowe i szuwarowe, w tym rzadko spotykany na nisko położonych terenach szuwar manny gajowej. W rezerwacie stwierdzono występowanie 194 gatunków roślin naczyniowych, spośród których 3 podlegają ochronie ścisłej (przylaszczka pospolita, listera jajowata, wawrzynek wilczełyko) i 6 ochronie częściowej (bluszcz pospolity, kalina koralowa, konwalia majowa, kruszyna pospolita, marzanka wonna, porzeczka czarna). Warto zwrócić uwagę na gatunki górsko-podgórskie: przetacznik górski, tojeść gajowa, manna gajowa, bez koralowy, olsza szara, kozłek bzowy, niezapominajka leśna. Wartość przyrodniczą rezerwatu podkreśla aż 10 gatunków roślin znajdujących się na liście ginących i zagrożonych roślin Pomorza Zachodniego i Wielkopolski. Są to: czerniec gronkowy, fiołek przedziwny, kostrzewa leśna, kozłek bzowy, storczyk listera jajowata, manna gajowa (Glyceria nemoralis – gatunek trawy występujący na obszarach górskich), przetacznik górski, szczaw gajowy, wawrzynek wilczełyko i wyka leśna. 
Florę źródliskową reprezentuje wątrobowiec stożka ostrokrężna, a także mięta nadwodna, przetacznik bobowniczek i wierzbownica bladoróżowa.